# The Accidental Spy
The Accidental Spy es una película de comedia criminal nigeriana de 2017 dirigida por Roger Russell y producida por Darlington Abuda, con Nosa Aghayere Dag como productora ejecutiva. Está protagonizada por Ayo Makun, Ramsey Nouah, Henry Morris, Agatha Ezzedine, Miguel A. Núñez Jr. Alibaba Akpobome y Daniel Eghan. Fue lanzada el 1 de diciembre de 2017 en cines y se estrenó en Netflix el 29 de noviembre de 2019.

## Sinopsis
Emmanuel Prince (Ramsey Nouah), es un especialista en informática que viaja a Estados Unidos para superar el engaño de su novia. Mientras tanto en el país norteamericano, el jefe de un cártel contrata a un asesino profesional para asesinar a un inventor que está afectando al cártel. Emmanuel toma por error la identidad del asesino en un programa de telerrealidad.

## Elenco
- Christine Allado como Beverly
- Judith Akuta como Sandra
- Dan Allen como oficial de policía armado
- Steve Broad como el director del FBI Shane Glower
- Ayemere Caleb como David
- Emmanuel Edunjobi como James
- Daniel Eghan como agente
- Agatha Ezzedine como PA de Shane Glower
- Elma Godwin como Doctor Adu
- Andi Jashy como Cop 1
- Mark Knight como oficial de policía armado
- Vladimira Krckova como periodista
- Matthew Leonhart como Tech Guy
- Ayo Makun como John
- Simon Maroulis como el policía armado Phillip (como Simon Green)
- Henry Morris como policía
- Thenjiwe Moseley como yo
- Ramsey Nouah como Manny
- Miguel A. Núñez Jr. como La víbora
- Steve Owles como Steve
- Jonah Ripley como oficial de policía armado
- David Savizon como agente de entrega
- Michael Lumb como invitado de la embajada (sin acreditar)
- Alibaba Akpobome